# United Kingdom Independent Broadcasting
United Kingdom Independent Broadcasting eller UKIB (direkte oversat Storbritanniens Uafhængig Broadcaster)er en affiliering af tre uafhængige britiske tv-produktionsselskaber og tv-selskaber. Dens forgængers (Independent Television Virksomheder 'Association - ITCA) primære funktion var at repræsentere uafhængige britiske tv interesser som medlemmer af European Broadcasting Union. Medlemmerne af UKIB er The ITV Network Center, de 17 ITV-virksomheder, Channel 4 og S4C.

## Historie
UKIB blev dannet i 1981, da den sammenslutning af Association of Independent Radio Contractors (AIRC) blev optaget som aktivt medlem af EBU. Så den erstattet IBA / ITCA som det anden britiske EBU-medlem. ITCA var blevet optaget som fuldt aktivt EBU-medlem, sammen med Independent Television Authority (ITA) i 1959. AIRC blev Commercial Radio Companies 'Association (CRCA) i 1996. CRCA aflyst sin EBU-medlemskab inden udgangen af 2002.